# Rhodionine
La rhodionine est un composé organique de la famille des flavonols, un sous-groupe de flavonoïdes. C'est plus précisément un hétéroside de flavonol, le 7-O-rhamnoside de l'herbacétine. Elle est naturellement présente dans les espèces du genre Rhodiola, d'où elle tire son nom.